# La Louvière-Sud
La Louvière-Sud (fra: Gare de La Louvière-Sud) – stacja kolejowa w La Louvière, w prowincji Hainaut, w Belgii. Znajduje się na linii nr 112 Marchienne-au-Pont - La Louvière-Centrum.
Jest jedną z trzech stacji obsługujących La Louvière.

## Linie kolejowe
- Linia 112 Marchienne-au-Pont - La Louvière-Centrum